# Caffromorda platycephala
Caffromorda platycephala es una especie de coleóptero de la familia Mordellidae. Es la única especie del género Caffromorda.

## Distribución geográfica
Habita en Sudáfrica.